# Italo Cornia
Italo Cornia (Pavullo nel Frignano, 7 agosto 1896 – Pavullo nel Frignano, 15 aprile 1963) è stato un medico e politico italiano.
Partigiano durante la seconda guerra mondiale, fu promotore della riforma dell'assistenza sociale nazionale e della riforma ospedaliera.

## Biografia
Interrotti gli studi in medicina e chirurgia presso l'Università di Bologna a causa dello scoppio della prima guerra mondiale, prestò servizio con il grado di capitano nell'ospedale da campo di Vestone (Brescia) e a Zagabria. Ripresi gli studi, si laureò nel 1920, assumendo la condotta medica a Lama Mocogno nel 1922-1923 e a Pavullo fino al 1936. Nel frattempo conseguì il diploma di specializzazione in tisiologia presso l'Università di Milano, dirigendo anche i sanatori di Pavullo, Gaiato e La Santona.
Socialista del PSIUP, durante la seconda guerra mondiale fu presidente del Comitato di liberazione nazionale a Pavullo, dove tentò di evitare spargimenti di sangue e rappresaglie, anche tenendosi in rapporto con Bruno Rivaroli, comandante della Brigata Nera di Pavullo.
Dopo il conflitto, fu membro della Giunta provinciale del Psiup, all'interno della corrente di iniziativa socialista. Nel 1947 fu tra gli scissionisti di palazzo Barberini guidati da Giuseppe Saragat, confluendo nel Partito socialista democratico italiano, per il quale si candidò alle elezioni politiche del 1948 nella coalizione dell'Unità socialista, ottenendo 3.460 preferenze, che gli consentirono di essere ripescato per un seggio alla Camera dei deputati.
Negli anni successivi conseguì la libera docenza in tisiologia, mentre entrò a far parte nel 1951 anche del consiglio comunale di Pavullo, dove morì all'età di 66 anni.